# Titane (pel·lícula)
Titane és una pel·lícula escrita i dirigida per Julia Ducournau, estrenada el 2021. Va guanyar la Palma d'Or al 74è Festival Internacional de Cinema de Canes. S'ha doblat i subtitulat al català.
El film navega entre diversos gèneres cinematogràfics com la ciència-ficció, el drama psicològic o el gore, i conté nombroses referències al cinema de culte, entre les quals destaca Crash, de David Cronenberg, sobre el fetitxisme automobilístic.
Julia Ducorneau s'inspirà en els relats mitològics de Gaia i Urà, que van engendrar els titans, per a escenificar un personatge amb una feminitat estereotipada i sexualitzada, per a deconstruir-lo: «descobrirem que la feminitat d'aquest personatge té uns contorns increïblement borrosos, més flexibles, més foscos i profunds».

## Argument
Alexia treballa de ballarina en un saló de l'automòbil i té trastorn per estrès posttraumàtic a causa d'haver patit un greu accident de trànsit quan era més jove. A la vegada, Vincent, un bomber, retroba el seu fill deu anys després, localitzat per la policia duanera en un aeroport.

## Repartiment
- Agathe Rousselle com a Alexia/Adrien
- Vincent Lindon com a Vincent
- Garance Marillier com a Justine
- Laïs Salameh com a Rayane
- Myriem Akheddiou com a mare d'Adrien
- Bertrand Bonello com el pare de l'Alexia
- Dominique Frot com a vella
- Adèle Guigue com a jove Alexia
- Céline Carrère com a mare d'Alexia
- Thibault Cathalifaud com a fan d'Alexia